# Blatofobia

Emoji que representa a una cucaracha

La blatofobia (del latín Blatta, «cucaracha» y del griego phobos, «miedo») es un miedo irracional y excesivo a las cucarachas. Es una de las fobias más comunes.

## Síntomas básicos
Algunos de los síntomas de la blatofobia, así como de cualquier otra fobia, son:
- Sudoración
- Náuseas
- Taquicardia
- Terror/pánico
- Temblores
- Sensación de asfixia
- Necesidad de huir
- Respiración acelerada
- Paralización

## Causas
Se da más frecuentemente en los países más desarrollados y se cree que se debe a que estos animales, por causa de sus hábitos, se asocian con suciedad o insalubridad, produciendo un efecto repulsivo o de asco generalizado que puede llegar a desarrollar en algunas personas una fobia.

## Tratamiento
La blatofobia es una de las zoofobias más comunes y en los casos más extremos puede requerir psicoterapia.